# Ti-n-Bider
Ti-n-Bider är en sänka i Algeriet.   Den ligger i provinsen Tamanrasset, i den centrala delen av landet, 1 000 km söder om huvudstaden Alger.